# Neolaxta monteithi
Neolaxta monteithi är en kackerlacksart som beskrevs av M. Josephine Mackerras 1968. Neolaxta monteithi ingår i släktet Neolaxta och familjen jättekackerlackor. Inga underarter finns listade i Catalogue of Life.